# 羅県
羅県（ら-けん）は秦代から唐代にかけて存在した県。現在の湖南省汨羅市及び平江県、湘陰県の一部に相当する。

## 歴史
前221年、秦朝により羅県が設置される。南北朝時代に宋により一時湘陰県に編入された。その後再び羅県が設置され、梁により玉山県、岳陽県、湘浜県などが新に分離・設置された。
唐代に湘陰県に編入され羅県は消滅した。
| 前の行政区画 - | 湖南省省の歴史的地名 前221年 - 唐代 | 次の行政区画 湘陰県 |